# جو غلين
جو غلين (بالإنجليزية: Joe Glenn)‏ هو مدير فني أمريكي، ولد في 7 مارس 1949 في لنكن في الولايات المتحدة.